# Lars Eskesen
Lars Eskesen (født 25. maj 1946 i København) er en dansk erhvervsmand.
Lars Eskesen blev født i København som søn af toldforvalter Søren Grønborg Eskesen og Anna Sophie Eskesen, f. Vestergaard.
Han blev student fra Slagelse Gymnasium i 1965 og cand.polit. fra Københavns Universitet i 1970.
Han var 1970-73 økonom i Sparekassen SDS og i Danmarks Sparekasseforening.
1974–79 opbyggede Lars Eskesen den økonomiske afdeling i Sparekassen SDS.
I 1979 blev han direktør for Sparekassen SDS’ sydjyske område. I 1981 rykkede han til Aarhus som direktør for SDS’ aktiviteter i Jylland og på Fyn og indtrådte samtidig i direktionen for Sparekassen SDS, hvor han i 1988 blev udnævnt til ordførende direktør.
1989-98 var Lars Eskesen næstformand for direktionen i Unibank – en fusion mellem Privatbanken, Andelsbanken og Sparekassen SDS.

## Tillidsposter
1981-89 var Lars Eskesen medlem af bestyrelsen for Danmarks Sparekasseforening, og han stod som formand i perioden 1985-89 i spidsen for arbejdet hen mod lovgivningen, der gav sparekasserne adgang til omdannelse til aktieselskaber. Han var tillige i denne periode i bestyrelsen/formand for bl.a. Pengeinstitutternes Betalingssystemer, Lønmodtagernes Dyrtidsfond og Den Europæiske Bankforening.
Siden 1999 har Lars Eskesen været medlem af en række bestyrelser, bl.a. formand for Nordea Invest, the Board of Advisors of Nordic Mezzanine Funds I-III, for biotech-venturefonden Nordic Biotech, Stiftelsen for Sorø Akademi, Nationalbankens Jubilæumsfond og næstformand for ARKEN, Museum for Moderne Kunst.